# الأخ جوناثان

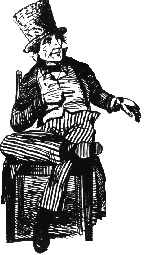
الأخ جوناثان في سروال مقلم، معطف حزينة، وأبراهام لينكولن قبعة موقد الأنابيب، كما رسمها توماس ناست.

الأخ جوناثان هو تجسيد الوطني وشعارها في نيو انغلاند. وكما أنه يستخدم كشعار للولايات المتحدة الأمريكية في عام، ويمكن أن يكون الرمز الرأسمالية. مصطلح «الأخ جوناثان» ربما جاءت إلى استخدام أثناء الحرب الأمريكية من أجل الاستقلال. سرعان ما أصبح شقيقه جوناثان شخصية وهمية الأوراق المالية، وضعت على أنها محاكاة ساخرة حسن المحيا جميع نيو انغلاند خلال الجمهورية الأميركية في وقت مبكر. وكان شاع على نطاق واسع من قبل صحيفة أسبوعية الأخ جوناثان ومجلة الفكاهة بشعبية كبيرة يانكي المفاهيم. وهناك عبارة نسبت إلى الجنرال جورج واشنطن، «نحن يجب استشارة الأخ جوناثان» يستخدم في نيو انغلاند لهذا اليوم، في جامعة ييل، للاحتفال جزء من المستعمرات الشمالية لعبت من أجل الاستقلال عن بريطانيا العظمى.
في رسوم الكاريكاتير والملصقات وطنية خارج نيو انغلاند، وعادة ما يصور الأخ جوناثان باعتباره ينضب الطويل جديد إنجلاندر الذين يرتدون السراويل المخططة، ومعطف أسود كئيب، وقبعة موقد الأنابيب. داخل نيو انغلاند، «الأخ جوناثان» كان يصور على أنه مغامر و«الذهاب قدما مبنيا على إيجابية» رجل الأعمال الذي تفاخر دون مبالاة من الفتوحات يانكي لليانكي الأمة العالمي.
بعد عام 1865، وكان يحتذى زي الأخ جوناثان من قبل العم سام، وهو تجسيد مشترك من الحكومة القارية للولايات المتحدة.

## روابط خارجية
- 1862 Harper's Weekly Brother Jonathan Cartoon
- The Diverting History of John Bull and Brother Jonathan - complete 1827 text w. illustrations